# Sorbolo
Sorbolo es una localidad de Italia, capital del municipio de Sorbolo Mezzani en la provincia de Parma de Emilia-Romaña.
Fue un municipio independiente hasta el 31 de diciembre de 2018, en que fue disuelto y pasó a formar parte del municipio de Sorbolo Mezzani.

## Demografía
| Gráfica de evolución demográfica de Sorbolo entre 1861 y 2001 |
|                                                               |
| Fuente ISTAT - elaboración gráfica de Wikipedia               |